# Peasiella lutulenta
Peasiella lutulenta is een slakkensoort uit de familie van de Littorinidae. De wetenschappelijke naam van de soort is voor het eerst geldig gepubliceerd in 1989 door Reid.